# Euproctus
Euproctus là một chi động vật lưỡng cư trong họ Salamandridae, thuộc bộ Caudata. Chi này có 2 loài và 50% bị đe dọa hoặc tuyệt chủng.

## Hình ảnh

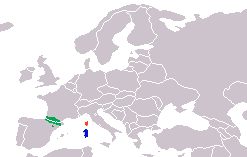
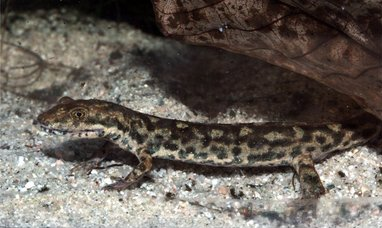